# Divriği
Divriği (in curdo Dîvrîgî‎), è una città della Turchia di 11388 abitanti (2009) della Provincia di Sivas, Regione dell'Anatolia Centrale. 
La città si trova su un lieve pendio sulla riva meridionale del fiume Çaltısuyu, un affluente del Kara o Eufrate occidentale.

## Storia

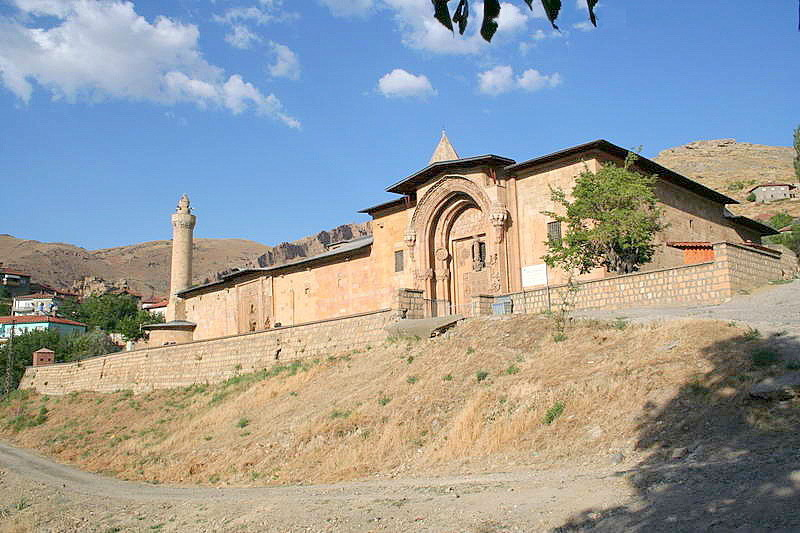
La Grande Moschea e l'Ospedale di Divriği

Non si sa molto della storia antica di Divriği, sembra sia stata colonizzata già dagli Ittiti. Nel 63 a.C., i Romani con Gneo Pompeo sconfissero l'ultimo re del Ponto, Mitridate VI, durante le Guerre mitridatiche e conquistarono la Paflagonia. Pompeo poté commemorare la vittoria con la costruzione della città di Nicopoli sul sito dell'odierna Divriği. La città è chiamata Apbrike in antichi testi greci.
Durante il periodo bizantino la città fu chiamata Tephrike o Tephrice (in greco Τεφρική?). La città di Divriği è un luogo strategico nel conflitto fra i Bizantini e i Sasanidi, perché si trova nella zona di confine fra le due potenze. Così, i Bizantini devono riconquistare la città dai Sasanidi e scongiurare un attacco degli Arabi, avvenuto nel corso dell'espansione islamica dopo il 650 in Anatolia. La città era conosciuta dai geografi arabi col nome di Aprik. Un castello sulla collina sopra il fiume Çaltı difende la città a quel tempo di importanza strategica. Fu un'importante piazzaforte per gli armeni Pauliciani. Essi la fortificarono e la utilizzarono come rifugio e ne fecero la capitale del loro stato semi-indipendente durante il IX secolo, alleandosi anche nell'843 col Califfo di Baghdad.
Karbeas, che fondò nell'856 uno stato pauliciano nell'Anatolia centrale, fece di Tephrike la sua capitale. Fu conquistata e semidistrutta dall'Impero bizantino durante il Regno dell'imperatore Basilio I il Macedone nell'872 e poi ricostruita e trasformata in un thema. Intorno al 1071, dopo la battaglia di Manzicerta, l'area fu conquistata dal selgiuchide, il Bey mengugekide Gazi, a assume l'attuale nome Divriği. Intorno al 1200 diventa la capitale del Beylikato mengugekide. Nel 1252 i Mongoli di Hulagu l'assediano e la distruggono dopo la conquista. Dopo pochi anni tuttavia, Divriği viene ricostruita e fa parte dell'Impero ottomano dal 1516. Nel 1923 entra a far parte della Repubblica di Turchia. I resti del castello medievale (XIII secolo) esistono ancora sulla cima di una collina ripida. Nel 1228-29, mentre Divriği era sotto il dominio del Beilikato, l'Emiro mengugekide Ahmed Shah, commissionò una moschea (Divriği grande moschea – Divriği Ulu Camii in Turco) che è rimasta completamente intatta.

## La grande moschea di Divriği
La moschea, insieme con l'adiacente Centro Medico (Darüşşifa), costruita contemporaneamente con la Moschea da Turan Melek Sultan, figlia del Bey mengugekide di Erzincan, Fahreddin Behram Shah, sono inclusi dall'UNESCO nella lista relativa al Patrimonio dell'umanità, in virtù delle sue preziose sculture e l'architettura di entrambi gli edifici. Esso è considerato come una delle più importanti opere di architettura islamica dell'Anatolia. I rilievi geometrici e le decorazioni floreali sulla porta principale sono di particolare grande interesse.